# دادینگتون، کنت
دادینگتون (به انگلیسی: Doddington) یک روستا و محله مدنی در بریتانیا است که در Swale واقع شده‌است. دادینگتون ۵۵۷ نفر جمعیت دارد.